# Johannes Glastoniensis
Johannes Glastoniensis (deutsch auch Johannes von Glastonbury, englisch John of Glastonbury) war ein englischer Geschichtsschreiber, der in der ersten Hälfte des 15. Jahrhunderts eine Chronik von Glastonbury (Antiquitates Glastoniensis) verfasste.
Nach Johannes brachten Josef von Arimathäa und sein gleichnamiger Sohn, zusammen mit vielen anderen den Heiligen Gral nach Glastonbury in Großbritannien, „das nun Angeln heißt“, in die Einsiedelei des Walwanus, wo ihn Galaat (Galahad), der Sohn des Lancelot, schließlich auffand.
Philip, ein Apostel aus Gallien, schickte zwölf seiner Gefolgsleute nach Britannien, um die Einheimischen zu bekehren. Sie überquerten den Kanal auf dem Schiff König Salomons und trafen Josef von Arimathäa in Glastonbury an. Dieser wurde auch in Glastonbury begraben.
Die Chronik von Johannes Glastoniensis beschreibt unter anderem den Besuch Artus in der Kapelle von St. Austin, der später im Perlesvaus aufgegriffen wird. Johannes berichtet, dass Artus ein Kreuz aus Kristall nach Glastonbury brachte, das dort noch immer aufbewahrt werde (quae, usque in hunc diem, de dono ejusdem regis, in thesauria Glastoniae honorifice collocatur et custoditur).

## Ausgaben
- Johannis, confratris et Monachi Glastoniensis, Chronica, 2 Bände, Oxford 1726 (Band 1 google.de/books)

| Personendaten    | Personendaten                                                                             |
| ---------------- | ----------------------------------------------------------------------------------------- |
| NAME             | Johannes Glastoniensis                                                                    |
| ALTERNATIVNAMEN  | Ioannes Glastoniensis; John of Glastonbury; Jean de Glastonbury; Johannes von Glastonbury |
| KURZBESCHREIBUNG | englischer Geschichtsschreiber                                                            |
| GEBURTSDATUM     | 14. Jahrhundert oder 15. Jahrhundert                                                      |
| STERBEDATUM      | 15. Jahrhundert                                                                           |